# Георги Кирков (социалист)
Вижте пояснителната страница за други личности с името Георги Кирков.
Георги Йорданов Кирков, наричан Майстора, е български публицист, парламентарист, политик (социалист) и профсъюзен деец.

## Младежки години
Роден е на 15 август 1867 г. в град Плевен в семейството на учител-възрожденец. Негов по-голям брат е офицерът и политик Евстати Кирков, кмет на София. Чичо е на съпругата на българския военен деец генерал Иван Маринов. Учи първо в родния си град, а през 1879 година е приет в Южнославянския пансион на Тодор Минков в град Николаев, Руска империя. Там се запознава със съчиненията на Чернишевски, Добролюбов, Некрасов, Пушкин, Гогол. Дружи с Алеко Константинов. Прави първите си литературни опити и издава 2 стихосбирки. Завръща се в България през 1886 г.
Отначало се установява в Габрово, от 1887 г. – в Търново. Там сътрудничи на списанията „Труд“, „Искра“, „Народен учител“. През 1888 г. се мести в Русе, където сътрудничи на списание „Развитие“. В него за пръв път публикува свое произведение – повестта „Старият дъб“. Отново през 1888 година работи като учител в село Мъртвица и в Плевен.
Постъпва в школата за запасни офицери и я завършва през 1890 г. По време на Балканската война като подпоручик от 48-и врачански пехотен полк участва в сраженията при Чаталджа през ноември 1912 г.

## Дейност в БРСДП
От 1892 до 1895 г. учи картография във Виена. По това време профсъюзното движение в Австрия е в подем и Кирков се включва в работническите борби. Това повлиява сериозно на политическите му възгледи и когато се завръща отново в България през 1895 година, веднага става член на БРСДП. Сътрудничи на партийния орган – вестник „Социалист“ до 1897 и на теоретичното списание „Ден“ (1891 – 1896). В публикациите си остро атакува икономическата политика на правителството на Константин Стоилов.
При идеологическите борби в БРСДП Кирков застава на марксистки позиции и подкрепя Димитър Благоев.
През 1897 г., по предложение на Кирков конгресът на БРСДП в Казанлък слага началото на вестник „Работнически вестник“. Конгресът възлага редактирането на Георги Кирков и Евтим Дабев.
По време на работата си по вестника, който до 1899 г. се издава в Казанлък, Кирков се доказва като талантлив публицист и сатирик. Пише множество фейлетони и памфлети, сред които по-известните са: „Политическа зоология“, „Вълк-водач“, „Магазията на господин Фърдю Манафски“, „Как дремиградските дервиши премахнаха гладурията“. По предложение на редакторския колектив на „Работнически вестник“ и на читатели на вестника, през 1900 Георги Кирков издава част от произведенията си в отделна книга: „Дремиградски смешила“. Произведенията си подписва с псевдонима Майстор Гочо Зуляма, откъдето идва и прозвището му – Майстора.
На конгрес на БРСДП през 1898 година Кирков е избран за член на Централния комитет на партията, какъвто остава до края на живота си. На конгрес през 1899 година БРСДП решава редакцията на „Работнически вестник“ да се премести в Стара Загора. По тази причина се мести и Кирков. Същото се случва и през 1900, когато вестникът се мести в София. И в столицата, също както в Казанлък и Стара Загора, той съвместява журналистическата с политическата и организационната дейност в партията. Кирков е сред най-активните противници на реформисткото крило в партията, противопоставя се активно на изповядваната от него идея за „общо дело“ (класово сътрудничество). При разцеплението на партията на Русенския конгрес през 1903 г. застава на марксистки позиции, присъединява се към „тесните социалисти“. На същия конгрес е избран за касиер на ЦК, какъвто остава до смъртта си.
От 1911 г. е последователно избиран за общински съветник в София. През 1913 отново е избран за народен представител. Заедно с Димитър Благоев и Васил Коларов гласува против военните кредити на правителството на Васил Радославов. Обявява се против участието на България в Първата световна война.
Като цяло, в дейността си в партията Георги Кирков се доказва като добър организатор, с неговата подкрепа израстват като дейци Георги Димитров, Антон Иванов, Жеко Димитров.

## Парламентарна дейност
През 1901 г. Георги Кирков е избран за депутат от БРСДП от Сливен. Така той става вторият (след Янко Сакъзов през 1893 г.) депутат от социалистическа партия в българското Народно събрание. Както отбелязва Димитър Благоев – „за пръв път в Народното събрание се чува социалистическа реч и се поставя работническия въпрос“. На парламентарната трибуна Кирков се изявява като изключително умел оратор – ползва остра сатирична реч, с която осмива политическите си противници.
Кандидат за народен представител от социалистическата партия от Варна през 1902 г.

## Профсъюзна дейност
Георги Кирков се изявява и като синдикален деец. С оглед на опита му в профсъюзната дейност в Австрия, при основаването на ОРСС през 1904 е избран за негов секретар. Участва активно в организираните от съюза стачки. Обявява се против реформистките течения в синдиката.

## Международна дейност
Участва в работата на Щутгартския (1907) и Копенхагенския (1910) конгрес на Втори интернационал. В Щутгарт се среща с Ленин, което допълнително му повлиява да застане на марксистки позиции. През 1909 присъства като гост на конгресите на сръбската и на чешката социалдемократическа партия. През 1917 година присъства заедно с Васил Коларов на конгрес на Цимервалдската левица в Стокхолм. Там влиза в по-тесен контакт с болшевиките.
Приветства Октомврийската революция в Русия от 1917 година – пише възвание до българските войници на фронта, в което ги призовава „да последват примера на руските си братя“.
По време на XXII конгрес на БРСДП (т.с.) през 1919 г., на който тя се преименува в БКП (т.с.), е тежко болен, не успява да го посети и само изпраща поздравително писмо до делегатите. Скоро след това умира.